# Bad Deutsch-Altenburg
Bad Deutsch-Altenburg je městys v dolnorakouském okrese Bruck an der Leitha. Přívlastek „Deutsch“ v názvu je k odlišení od maďarského města Mosonmagyaróvár, v němčině Ungarisch-Altenburg.
Leží na pravém břehu Dunaje, nedaleko města Hainburg an der Donau a obce Hundsheim. V Bad Deutsch-Altenburgu žije přibližně 1 800 obyvatel a má rozlohu 1260 ha.

## Dějiny
Území obce je osídleno od 11. století, v roce 1579 dostala obec tržní právo. V obci se nachází několik památek, mezi nejvýznamnější patří muzeum Carnuntinum a bazilika z 13. století. V letech 1917–1985 se v obci nacházel rozhlasový vysílač.

## Politika

### Starostové
- 1908–1919 Leopold Eder (1852–1930)
- bis 2010 Josef Gittel (SPÖ)
- 2010–2013 Ernest Windholz (FPÖ/BZÖ)
- 2013–2014 Natascha Perger (SPÖ)
- 2014–2015 Robert Strasser (SPÖ)
- 2015–2017 Hans Wallowitsch (SPÖ)
- 2017–? Franz Pennauer (ÖVP)
- ?–současnost (k roku 2024) Petra Wagner